# Лудвиг Борхарт
Лудвиг Борхарт (Берлин, 5. октобар 1863 — Париз, 12. август 1938) био је немачки архитекта и египтолог.

## Живот и каријера
Борхарт је студирао архитектуру, а касније египтологију код Адолфа Ермана. Године 1895. отпутовао је у Каиро и ту учествовао у изради „Каталога египатског музеја“. Године 1907. основао је „Немачки археолошки институт“ или DAI у Каиру и био је у њему директор, све до 1928. године.
Био је усредсређен углавном на Стари Египат, односно ову архитектуру, и започео је археолошка ископавања у Ахетатону, где је открио атеље вајара Тутмозиса, где је један од његових налаза била и чувена биста Нефертити, која се данас налази у Берлинском египтолошком музеју.

## Дело
- -{Baugeschichte des Amontempels von Karnak (1905)
- Die Annalen und die zeitliche Festlegung des Alten Reiches der ägyptischen Geschichte (1917)
- Quellen und Forschungen zur Zeitbestimmung der Ägyptischen Geschichte, 3 s. (1917-1938)}-